# Michael Nikolay
Michael Nikolay (Berlín, Alemania, 13 de diciembre de 1956) es un gimnasta artístico alemán, que compitió representado a Alemania del Este, llegando a ser campeón del mundo en 1981 en el ejercicio de caballo con arcos.

## 1976
En los JJ. OO. de Montreal gana la medalla de bronce en el concurso por equipos —tras Japón (oro) y la Unión Soviética—; sus compañeros de equipo eran: Rainer Hanschke, Bernd Jäger, Wolfgang Klotz, Roland Brückner, y Lutz Mack. También gana el bronce en caballo con arcos, tras el húngaro Zoltán Magyar, el japonés Eizo Kenmotsu y empatado a puntos con el soviético Nikolai Andrianov.

## 1978
En el Mundial de Estrasburgo 1978, de nuevo consigue el bronce en el concurso de equipo, y de nuevo tras Japón y la Unión Soviética.

## 1980
En los JJ. OO. de Moscú gana la medalla de plata el concurso por equipos —por detrás de la Unión Soviética y delante de Hungría (bronce); sus compañeros de equipo eran: Ralf-Peter Hemmann, Lutz Hoffmann, Roland Brückner, Lutz Mack y Andreas Bronst—. Asimismo, el bronce en caballo con arcos, tras el húngaro Zoltán Magyar y el soviético Alexander Dityatin.

## 1981
En el Mundial de Moscú 1981 consigue el oro en caballo con arcos, empatado con el chino Li Xiaoping.